# Indian-Bahnrennmaschine

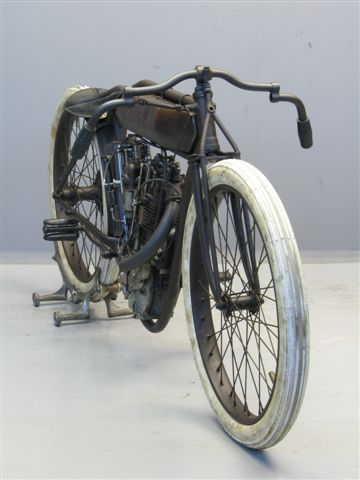
Indian-Bahnrennmaschine von 1915

Die Indian-Bahnrennmaschine (1911–1926) war ein Rennmotorrad des amerikanischen Herstellers Indian. Sie war eines der ersten Motorräder mit vier Ventilen je Zylinder.

## Entwicklung und Technik
Oskar Hedström, der Konstrukteur und Mitbesitzer von Indian, sah sich trotz des Dreifacherfolgs bei der Isle of Man TT von 1911 genötigt, einen Motor für eine Bahnrennmaschine zu entwickeln, der mehr leistete und der Konkurrenz technisch voraus war. Er wollte als einer der ersten ein Motorrad mit Vierventilzylinderkopf bauen.
Durch ein Patent von Hotchkiss von 1906 war der Vierventilzylinderkopf allgemein bekannt; die Zeichnung der Patentschrift zeigte bereits einen halbkugelförmigen Zylinderkopf und vier radial angeordnete Ventile. 1912 wurde in Frankreich ein Alycon-Rennmotor mit vier Ventilen bei Autorennen eingesetzt, die Peugeot 500 Sport mit von Ernest Henry konstruiertem Vierventilmotor wurde erst 1913 in Rennen gefahren.
Für den bereits vorhandenen Indian-Zweizylinder–V–Motor mit 60,92 cubic inch (998 cm³) Hubraum, einer Bohrung von 3 1/4, einem Hub von 3 43/64 Inch und 42 Grad Zylinderwinkel konstruierte Hedström einen Zylinderkopf mit vier Ventilen. Sie wurden über Stoßstangen und Gabelkipphebel betätigt und  hingen parallel zur Zylinderachse im Brennraum. Der von Hedström selbst entwickelte Vergaser sorgte für die Gemischzufuhr und die Verbrennung wurde durch eine Bosch-Magnetzündung eingeleitet. Das Motorrad hatte keine Bremsen, die Geschwindigkeit wurde durch Unterbrechung der Zündung vermindert; der Unterbrecherschalter befand sich am linken Lenkerende. Gestartet wurde der Motor durch Antreten mit Pedalen.

## Rennen und Rekorde

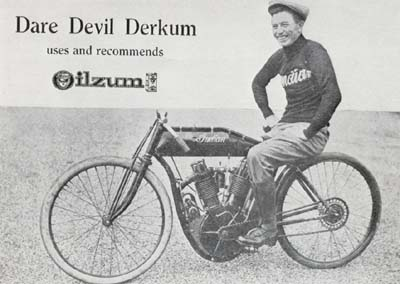
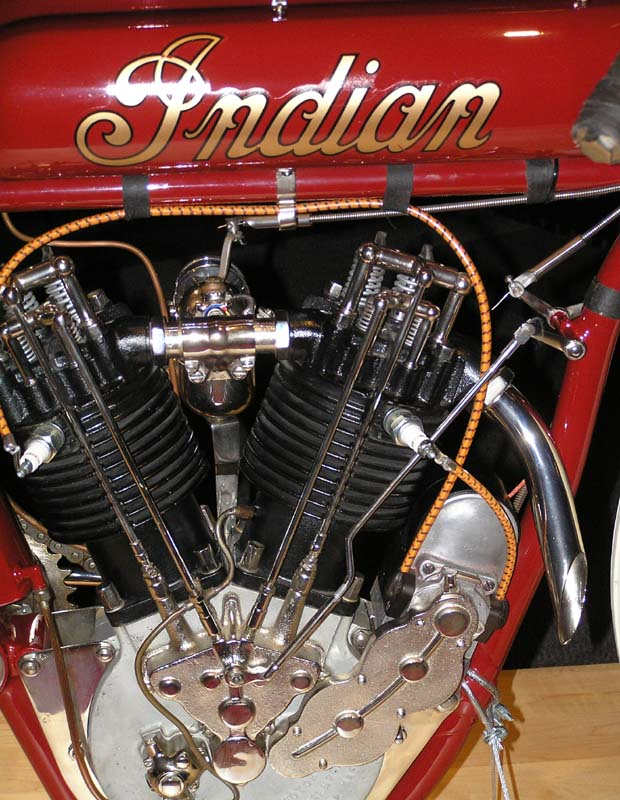

Ende 1911 schon einsatzbereit, errang die Indian-Bahnrennmaschine bereits im folgenden Jahr die Meisterschaft auf dem Ovalkurs. Zahlreiche Meisterschaften folgten, die Indian war für die nächsten Jahre in Bahnrennen schier unschlagbar.
Von 1916 bis 1919 war der „big-base“ genannte Achtventilmotor auch in einer Serienversion mit Dreiganggetriebe im Modell „1916 H“ erhältlich.
Am  14. April 1920 errang Ernest Walker in Daytona mit einer Indian den offiziellen Geschwindigkeitsrekord für Motorräder über eine Meile mit einer Geschwindigkeit von 167,670 km/h. Der Bahnrekord für die 1¼ Meile, der heute noch besteht, wurde 1922 von Curley Fredrichs auf einer Indian in New Hampshire aufgestellt. Dabei erreichte er während seiner Rekordrunde 193,6 km/h. 1926 erzielte ein überarbeitetes Modell mit dem Zylinderkopf der „Chief“ 132 mph (212,43 km/h).